# 神原陽一
神原陽一（日语：／ Kambara Yoichi ?），日本物理學家、材料科學家。工學博士。現任慶應義塾大學副教授。

## 生平與成就
神原陽一出生於日本東京都町田市，慶應義塾大學畢業，工學博士（慶應義塾大學）。
2008年在細野秀雄的團隊中，參與發現鐵基超導體LaFeAs(O,F)。神原陽一參與執筆的研究經過湯森路透統計，是世界引用次數最多的鐵基超導體論文。細野秀雄與神原發現「超導材料」的論文，曾於2008年被《科学》評選為「世界十大科技進展」之一，與山中伸彌（2012年諾貝爾生理學或醫學獎）的「基於iPS細胞的細胞再編成」並列。

## 經歷
- 1995年 東京都立町田高等學校（日语：東京都立町田高等学校）畢業。
- 2000年 慶應義塾大學 理工學部物理情報工學科畢業。
- 2002年 慶應義塾大學 大學院理工學研究科應用物理情報工學専攻 碩士課程修了。
- 2005年 慶應義塾大學 大學院理工學研究科應用物理情報工學専攻 博士課程修了。工學博士。
  - 同年4月 科學技術振興機構細野透明電子活性項目研究員。東京工業大學應用材料與結構研究所特別研究員。
- 2008年 科學技術振興機構新材料高溫超導基礎技術研究員。
- 2009年 科學技術振興機構研究員。

## 所屬學會
- 日本物理學會
- 日本磁氣學會

## 受賞
- 未踏科學技術協會第13回超傳導科學技術獎（2009年）
- 第3回日本物理學會新手獎勵獎（2009年）
- IUMRS-ICA 2008 The Young Researcher Award（2008年）

## 外部連結
- （1）論文成果に見る我が国の基礎科学力 文部科学省
- ［第62回］ 神原 陽一　科学技術振興機構 （页面存档备份，存于）
- 神原陽一 研究者情報 | T2R2 東京工業大学 （页面存档备份，存于）
- 超電導引っ張る「昆虫系」 慶大専任講師・神原陽一さん 日本経済新聞